# Alexander Möller
Pour les articles homonymes, voir Möller.
Alexander Johann Heinrich Friedrich Möller, dit Alex Möller, né le 26 avril 1903 à Dortmund et mort le 2 octobre 1985 à Karlsruhe, est un syndicaliste, agent d'assurance et homme d'État allemand membre du Parti social-démocrate d'Allemagne (SPD).
À 20 ans, il entre à la direction du syndicat des chemins de fer GDE. Élu député au Landtag de Prusse en 1928, il est arrêté cinq ans plus tard par le régime nazi. Il travaille ensuite comme agent d'assurance, emploi qu'il conservera plus de trente ans.
Après la Seconde Guerre mondiale, il reprend son engagement politique, comme député au Landtag de Wurtemberg-Bade puis du Bade-Wurtemberg. Il est élu député fédéral au Bundestag en 1961 et président du SPD de Bade-Wurtemberg un an plus tard. En 1966, il renonce à sa présidence régionale du parti et échoue à devenir ministre fédéral des Finances.
Il accède à cette fonction en 1969 mais remet sa démission au bout d'un an et demi, afin de marquer son désaccord avec la politique budgétaire. Il est réélu une dernière fois député fédéral en 1972 et quitte la vie politique à la fin de son mandat.

## Biographie

### Une jeunesse engagée
En 1923, alors qu'il a seulement 20 ans, il intègre la direction fédérale de GDE, le syndicat des chemins de fer publics allemands. En parallèle il devient secrétaire général de la section du syndicat à Halle.
Il est élu en mai 1928 député au Landtag de l'État libre de Prusse, dont il est le benjamin à seulement 25 ans. Il est réélu en 1932 et 1933. Cette même année, alors que le parlement du Land est dissous, il est placé en détention de sûreté par le régime nazi alors que se prépare une grève générale.

### Agent d'assurance
Après sa libération, il entreprend une carrière d'agent d'assurance. Il travaille en premier lieu chez Phoenix, entreprise qui se trouve interdite par les autorités en 1936. Il est alors engagé par les Assureurs de Karlsruhe. Il y exerce jusqu'en 1944, ayant siégé au conseil d'administration et dirigé une succursale à Gotha pendant cette période. Il prend en 1945 la direction de l'entreprise.

### Retour en politique
Le 30 mai 1946, il devient député à l'Assemblée constitutionnelle consultative du Wurtemberg-Bade, Land créé par les autorités d'occupation américaines. À peine six mois plus tard, le 24 novembre, il est élu député au Landtag.
Réélu pour un nouveau mandat le 19 novembre 1950, il est choisi en 1951 pour exercer la présidence du conseil d'administration de Süddeutscher Rundfunk, la radio publique des Länder du sud de l'Allemagne fédérale.
Il se présente le 9 mars 1952 aux élections de l'Assemblée constituante du nouveau Land de Bade-Wurtemberg et se trouve élu. Il prend alors la présidence du groupe social-démocrate. Il est réélu député au parlement du Land en 1956 et 1960. En 1958 il est élu membre du comité directeur fédéral du SPD.
Au cours des élections fédérales du 17 septembre 1961, il est élu à 58 ans député fédéral de Bade-Wurtemberg au Bundestag sur la liste régionale. En conséquence, il remet sa démission du Landtag le 5 octobre. En 1962, il devient président régional du parti. Le 16 avril 1964, il succède à Heinrich Deist, décédé un mois plus tôt, à l'un des postes de vice-président du groupe SPD.

### Ministre fédéral
Réélu aux élections fédérales du 19 septembre 1965, il démissionne l'année d'après de la présidence du SPD de Bade-Wurtemberg, en conséquence des mauvais résultats enregistrés dans le Land lors des élections au Bundestag. Parallèlement, il est pressenti pour devenir ministre fédéral des Finances de la « grande coalition » de Kurt Georg Kiesinger. Toutefois, dans la répartition des portefeuilles celui-ci revient à la CSU qui le confie à Franz Josef Strauß.
Il conserve son mandat aux élections fédérales du 28 septembre 1969, se faisant élire à cette occasion député de la circonscription de Heidelberg-Stadt avec 45,8 % des suffrages exprimés. Le 22 octobre suivant, Alex Möller est nommé à 66 ans ministre fédéral des Finances du premier gouvernement fédéral de « coalition sociale-libérale » du chancelier fédéral social-démocrate Willy Brandt. À cette occasion, il renonce à présider les Assureurs de Karlsruhe et la Süddeutscher Rundfunk.

### Retrait
À peine un an et demi plus tard, le 12 mai 1971, il remet sa démission à Brandt. Il indique agir de la sorte car il estime que les finances publiques fédérales sont mises à mal par les demandes croissantes de dépenses émanant des différents ministères. Il est remplacé le lendemain par Karl Schiller, qui devient en conséquence ministre fédéral de l'Économie et des Finances.
Il continue de siéger au Bundestag et se fait même réélire dans sa circonscription avec 49,6 % des voix au cours des élections fédérales anticipées du 19 novembre 1972. Après le scrutin, le président du groupe parlementaire Herbert Wehner lui confie un poste de vice-président. En outre, il préside le groupe de travail sur les finances publiques.
Il ne se représente pas au comité directeur fédéral du SPD au 16e congrès fédéral, convoqué à Hanovre en 1973. Il est cependant désigné président de la commission de contrôle interne. Il quitte volontairement le Bundestag en 1976, invoquant son âge, et ses fonctions au sein du parti en 1979. Au début des années 1980, il est conseiller du gouvernement égyptien au nom du gouvernement fédéral allemand.
Il meurt le 2 octobre 1985, à l'âge de 82 ans.